# Коротка коса
Коро́тка коса́ (рос. Короткая коса) — невеликий острів у морі Лаптєвих, біля східного узбережжя півострову Таймир. Територіально відноситься до Красноярського краю, Росія.
Розташований на південь від гирла річки Журавлевої. Острів має видовжену форму, витягнутий із північного сходу на південний захід. Являє собою вузьку піщану косу.
| Росія | Це незавершена стаття з географії Росії. Ви можете допомогти проєкту, виправивши або дописавши її. |